# 名鉄チキ1形貨車
名鉄チキ1形貨車（めいてつチキ1がたかしゃ）とは、かつて名古屋鉄道で運用されていた貨車（長物車）である。
3両（チキ1 - チキ3）が存在した。貨車としての運用廃止後は保線用車両として改造された。

## 概要
- 元は1950年（昭和25年）及び1954年（昭和29年）に日本国有鉄道から払い下げを受けたチキ1形（チキ1・チキ203・チキ204）である。名鉄に導入後改番が行われ（チキ1 - チキ3）とされた。チキ1が東部線、チキ2，チキ3が西部線で運用され、この内チキ1のみが国鉄直通貨車に指定された。国鉄の貨物列車の速度がヨンサントオダイヤ改正により75 km/hに引き上げられるのに伴い、チキ1の国鉄直通は抹消された。その後保線用車両として改造が行われ、棚柱の撤去、回転枕木及びジブクレーンの設置が行われ、チキ1には電源装置が設置された。
- チキ10形の導入に伴い、チキ300形とともに1993年（平成5年）に形式消滅した。